# بق الماء الكبير
بق الماء الكبير (الاسم العلمي: Lethocerus) والاسم العلمي مشتق من اليونانية (lētho، من lēthē أي النيسان)، جنس حشرات بقية من فصيلة بقيات الماء الكبيرة. منتشرة في المناطق الاستوائية وشبه الاستوائية والمعتدلة من العالم. يحدث أكبر تنوع للأنواع في الأمريكتين، مع وجود نوع واحد فقط في أوروبا، واثنين في أفريقيا، واثنان في أستراليا وثلاثة في آسيا.